# Atropa
Slægten Atropa, Natskyggefamilien, er ganske lille. Den er udbredt med nogle få arter i Europa, Mellemøsten og Sydasien. Det er kraftigt voksende stauder med brede, helrandede blade. Blomsterne er klokkeformede og sidder enkeltvis i bladhjørnerne. Frugterne er glinsende bær, som er meget giftige. Her beskrives kun den ene art, som er vildtvoksende (eller naturaliseret) i Danmark.
| Beskrevne arter |

- Galnebær (Atropa bella donna)

| Andre arter |

- Atropa acuminata
- Atropa baetica